# 申廷譔
申廷譔（？—？），號華封，河南开封府延津縣人。

## 生平
万历三十七年（1609年）己酉科河南乡试亚魁，四十一年（1613年）癸丑科進士，考选庶吉士。泰昌元年八月，光宗即位，考选散馆各官，授福建道御史，以四方荒歉，请贷民租，寻巡按直隶，押送賞边帑金，至昌平，弹劾内监刘尚忠等指使护陵军士索要帑金。寻被科道弹劾其不能约束，受陵军要挟，遂辞归。

## 家族
曾祖申仲舉。祖父申邦基，國子生。父申吉魯，贈文林郎通判。